# Leni Riefenstahl
Helene Bertha Amalie "Leni" Riefenstahl (22 tháng 8 năm 1902 - 8 tháng 9 năm 2003) là một đạo diễn, vũ công và diễn viên người Đức, nổi tiếng với khả năng cách tân và con mắt thẩm mỹ trong cách làm phim. Bà được biết đến nhiều nhất với bộ phim Niềm tin chiến thắng, một bộ phim tuyên truyền về hội nghị Nuremberg của Đảng Quốc xã.
Mối quan hệ cá nhân của bà với Adolf Hitler và Joseph Goebbels trong Đức Quốc xã đã cản trở sự nghiệp của bà sau khi nước Đức bại trận trong Chiến tranh thế giới thứ hai, sau đó Riefenstahl bị bắt nhưng không bị kết án tội phạm chiến tranh.
Giá trị tuyên truyền của những bộ phim Riefenstahl làm trong thập niên 1930 đã không nhận được sự đánh giá từ các nhà bình luận nhưng rất nhiều nhà phê bình đánh giá rất cao giá trị thẩm mỹ những bộ phim của bà. Sau cái chết của Riefenstahl, nhiều tờ báo nổi tiếng đã đánh giá bà là "nhà tiên phong của điện ảnh và các kĩ thuật dựng hình".